# Fred Raynham
Fred Raynham foi um ator britânico da era do cinema mudo.

## Filmografia selecionada
- The Hound of the Baskervilles (1922)
- The Passionate Friends (1923)
- The Wandering Jew (1923)
- The Presumption of Stanley Hay, MP (1925)
- A Romance of Mayfair (1925)
- Confessions (1925)
- Somebody's Darling (1925)
- The Flag Lieutenant (1926)
- Further Adventures of a Flag Officer (1927)
- Boadicea (1928)
- Spangles (1928)
- The Burgomaster of Stilemonde (1929)